# ماری ورائچان
ماری ورائچان (به انگلیسی: Mari Waraichan) یک منطقهٔ مسکونی در پاکستان است که در پنجاب واقع شده‌است.